# Walthère Frère-Orban
Hubert Joseph Walthère Frère-Orban (Liège, 22 de abril de 1812 - Bruxelas, 2 de janeiro de 1896) foi um político belga e primeiro ministro da Bélgica de 1868 a 1870 e de 1878 a 1884.